# يان أوكونور
يان أوكونور (بالإنجليزية: Ian O'Connor)‏ هو لاعب هوكي الجليد أمريكي، ولد في 18 يونيو 1987 في لندندري في الولايات المتحدة.

## وصلات خارجية
- يان أوكونور على موقع دوري الهوكي الوطني (الإنجليزية)
- يان أوكونور على موقع EliteProspects.com (الإنجليزية)
- يان أوكونور على موقع HockeyDB.com (الإنجليزية)